# Liste der Biografien/Bony
Liste der Biografien |
Portal Biografien |
Personensuche
# |
A |
B |
C |
D |
E |
F |
G |
H |
I |
J |
K |
L |
M |
N |
O |
P |
Q |
R |
S |
T |
U |
V |
W |
X |
Y |
Z |
?
 
Ba |
Be |
Bd |
Bg |
Bh |
Bi |
Bj |
Bl |
Bm |
Bn |
Bo |
Br |
Bs |
Bu |
Bw |
By |
Bz
 
Boa–Boc |
Bod |
Boe |
Bof |
Bog |
Boh |
Boi–Bok |
Bol |
Bom |
Bon |
Boo |
Bop |
Boq |
Bor |
Bos |
Bot |
Bou |
Bov–Boz
 
Bona |
Bonc |
Bond |
Bone |
Bonf |
Bong |
Bonh |
Boni |
Bonj |
Bonk |
Bonl |
Bonm |
Bonn |
Bono |
Bonp |
Bonq |
Bonr |
Bons |
Bont |
Bonu |
Bonv |
Bonw |
Bonx |
Bony |
Bonz
Die Liste der Biografien führt alle Personen auf, die in der deutschsprachigen Wikipedia einen Artikel haben. Dieses ist eine Teilliste mit 11 Einträgen von Personen, deren Namen mit den Buchstaben „Bony“ beginnt.

## Bony
- Bony de Castellane, Lionel (1891–1965), französischer Florettfechter
- Bony, Hubert (1938–2025), französisch-österreichischer Ordenspriester, Trappist und Oberer des Stiftes Engelszell
- Bony, Jean-Michel (* 1942), französischer Mathematiker
- Bony, Wilfried (* 1988), ivorischer FußballspielerWilfried Bony (* 1988)

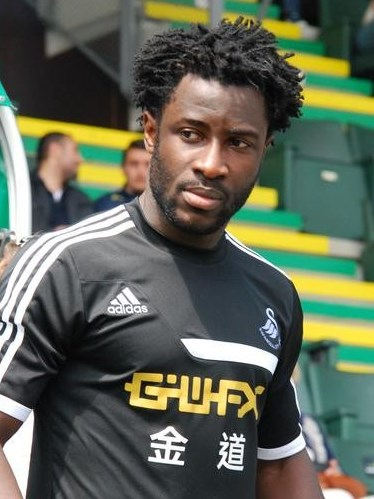
Wilfried Bony (* 1988)

### Bonya
- Bonyadi, Farzad (* 1961), amerikanisch-iranischer Pokerspieler
- Bonyadifard, Mooud (* 1985), iranischer Fußballschiedsrichter

### Bonyh
- Bonyhádi, Ladislau (1923–1997), rumänischer Fußballspieler
- Bonyhady, Tim (* 1957), australischer Historiker, Kurator und Umweltanwalt

### Bonyi
- Bonyi, Mukadi (1948–2015), kongolesischer Jurist, Professor an der Universität Kinshasa

### Bonyn
- Bonynge, Richard (* 1930), australischer Dirigent
- Bonynge, Robert W. (1863–1939), US-amerikanischer Politiker